# Styrax davillifolius
Styrax davillifolius är en storaxväxtart som beskrevs av Janet Russell Perkins. Styrax davillifolius ingår i släktet Styrax och familjen storaxväxter. Inga underarter finns listade i Catalogue of Life.